# Mycetophila foecunda
Mycetophila foecunda är en tvåvingeart som beskrevs av Oskar Augustus Johannsen 1912. Mycetophila foecunda ingår i släktet Mycetophila och familjen svampmyggor. Inga underarter finns listade i Catalogue of Life.